# Boris Nikolajevič Gribanov
Boris Gribanov (1918–2010) byl sovětský a americký sběratel, kapitán II pozice, kandidát technických věd, člen Masarykové Akademie výtvarných umění v Praze, sběratel, vlastník galerie.

## Životopis
Boris Gribanov se narodil v roce 1918 v městě Ramenskoje (Moskevská oblast).
V roce 1941 absolvoval Vysokou námořní školu v Dzerzhinském, obor strojní inženýrství. Prošel válkou. Na rozkaz Pacifické flotily č. 485 ze dne 31. srpna 1945 velitelem ponorky BS-5 UPL byl kapitán-poručík Gribanov vyznamenán Rudou hvězdou za vynikající přípravu materiální části vyžadující generální opravu a zajištění bezproblémového stavu mechanismů ponorky.
Na konci své služby na Dálném východě byl v roce 1947 převelen do Leningradu. Ve stejném roce 1947 náhodou získal první obraz, ze kterého začala jeho sbírka.
Obhájil vědeckou práci, vyučoval na Leningradské vyšší vojenské námořní škole. Byl autorem jedinečné učebnice technické údržby vztlaku ponorky. V roce 1957 odešel ze zdravotních důvodů do důchodu s hodností kapitána druhé pozice.
Boris Nikolajevič věnoval veškerý svůj volný čas sběratelství. Během své sbírkové činnosti aktivně podporoval abstraktní umělce, kteří byli utlačováni v SSSR, a dokázal udržet dílo mnoha umělců před zapomenutím. V jeho sbírce byly práce ruských a západních malířských škol, včetně mistrovských děl světové třídy. Obrazy ze své sbírky poskytoval na výstavy, obrazy ze své sbírky daroval muzeím. Podporoval práci muzeí ve městě Gorlovka, městě Feodosia, i po opuštění SSSR.
V roce 1969 byl zatčen Boris Nikolajevič Gribanov na velení KGB a odsouzen k desetiletému trestu za „spekulace“ (obchod z obrazy). Materiály případu jsou založeny pouze na pochybných svědectvích. Byla zabavena jeho sbírka, která obsahovala více než dvě stě obrazů ruských a evropských umělců. Některá díla ze sbírky Gribanova jsou dodnes vystavena v Treťjakovské galerii v Moskvě a Státním muzeu umění v Moskvě.
„Gribanovskoe Dilo“ byl jedním z vymyšlených případů KGB proti sovětským sběratelům, jejichž cílem bylo násilné zabavení soukromých sbírek ve prospěch státu. Největší soukromá sbírka obrazů Vasilije Tropinina, kterou vlastnil Felix Vishnevsky, byla „dobrovolně“ sběratelem předána státu výměnou za to, že neuskuteční se trestní řízení proti němu) [4].
Po výkonu trestu emigroval Boris Gribanov do Spojených států (v roce 1978) a později se přestěhoval do Prahy [1].
V USA Gribanov pokračoval ve sběratelství a organizoval galerii. V roce 1999 byla v Moskvě zveřejněna monografie Borise Nikolaeviče Gribanova Obrazy a život.
Boris Nikolajevič Gribanov byl jedním z největších sběratelů ruské avantgardy spolu se známými sběrateli jako je G. Kostaki. Informace jsou založeny na autentických dokumentech z rodinného archivu Gribanových, které poskytla dcera Olga Imayeva v listopadu 2019.

## Publikace
- Gribanov B. N. Obrazy a život: Deník sběratele. – Moskva.: Práva člověka, 1999. – 272 str.. – ISBN 5-7712-0103-0.